# 丁香花园
丁香花园为上海徐匯區的一個花园洋房，是上海最早的中西合璧的花园别墅，位于华山路849号，原为李鸿章之子李经迈的私邸。

## 历史
目前对于丁香花园的建造年代说法不一。一种说法是始建于1862年，由美国建筑师艾塞西·罗杰斯（Isaiah Rogers）设计。另有一种说法则是建于辛亥革命初期。此外坊间一直盛传丁香花园是李鸿章为他的九姨太丁香所建，但这一说法并不属实。事实上它是李鸿章庶子李经迈的私宅。李经迈晚年一直在此居住。
1940年李经迈逝世后，其子李国超将丁香花园等家产变卖。1942年张善绅在此创办中华联合制片股份有限公司。中华人民共和国成立初，这里曾为中共华东局机关所在地，陈毅、潘汉年、刘亚楼、陈赓等人都曾在此居住。1952年政府出资在花园内兴建了一幢轮船状楼房（二号楼）。文化大革命期间，上海市委写作组于1971年在此成立，因此又被称为“丁香花园写作班”。1994年成为上海市优秀历史建筑。
现花园内一号楼为上海市老干部活动中心，二号楼为申粤轩酒家。

## 建筑
丁香花园占地面积2.04万平方米、总建筑面积2934平方米。
主要建筑有主楼（现一号楼）、副楼（现三号楼），以及1952年兴建的二号楼。主楼为三层楼房，正中凸出而呈梯形。副楼建于1918年，是正中凸出部分呈半圆形的假三层。当年副楼曾作为藏书楼（名为“望云草堂”），后来其中藏书都由李国超捐款给震旦大学。主楼南面则有草坪与大花园，并建有长达百余米的琉璃瓦龙墙。
丁香花园建筑主要体现英国乡村建筑花园别墅的风格，同时还包含中国传统南方园林的建筑风格。2014年，建筑入选为上海市文物保护单位。